# Kakao Entertainment
Kakao Entertainment Corp. (tiếng Hàn: 주식회사 카카오엔터테인먼트; cách điệu là kakao ENTERTAINMENT), là một công ty giải trí, truyền thông đại chúng và xuất bản của Hàn Quốc được thành lập vào năm 2021. Với tư cách là một công ty con của công ty internet Kakao, nó được thành lập như một kết quả từ sự sáp nhập của 2 công ty con là KakaoPage và Kakao M.

## Lịch sử

### KakaoPage Corp.
Podotree Co, Ltd. được thành lập vào ngày 20 tháng 7 năm 2010 với tư cách là một công ty con của Kakao và ra mắt KakaoPage vào 3 năm sau đó. Vào ngày 1 tháng 8 năm 2018, công ty đổi tên thành KakaoPage Corp.

### Kakao M
Seoul Records, Inc. được thành lập vào tháng 10 năm 1978 bởi Min Yeong-bin, chủ sở hữu của công ty giáo dục địa phương YBM Group (trước đây là Sisa English). Vào năm 2005, công ty được mua lại bởi SK Telecom và tái khởi động với tên LOEN Entertainment, Inc. vào 3 năm sau, trước khi được bán cho Star Invest Holdings (một công ty con của Affinity Equity Partners).
Vào tháng 1 năm 2016, nó được Kakao tiếp quản và đổi tên lại thành Kakao M Corp. vào tháng 12 năm 2017.

### 2021–nay: Sáp nhập thành Kakao Entertainment
Vào tháng 12 năm 2020, KakaoPage Corp. đề xuất sáp nhập với Kakao M Corp. như một công ty hợp nhất. Nó được coi là hành động của công ty mẹ chống lại chính sách mới của Google có trụ sở tại Hoa Kỳ đối với người dùng trên thị trường ứng dụng, điều này sẽ ảnh hưởng đến Kakao M, nền tảng KakaoTV đang bắt đầu trở nên phổ biến ở Hàn Quốc.
Vào ngày 25 tháng 1 năm 2021, cả hai công ty đã công bố kế hoạch và thời gian cho việc sáp nhập của họ, cũng như tên đề xuất cho công ty hợp nhất, Kakao Entertainment Corp. Theo kế hoạch, KakaoPage Corp. là thực thể còn sống sót.
Việc sáp nhập được hoàn thành vào ngày 1 tháng 3 năm 2021 và Kakao Entertainment chính thức được thành lập vào 1 ngày sau đó.
Vào ngày 15 tháng 7 năm 2021, nó đã được thông báo rằng Kakao Entertainment và Melon Company sẽ được hợp nhất, với việc sáp nhập dự kiến sẽ hoàn thành vào tháng 9 năm 2021.

## Bộ phận

### Page Company
Đứng đầu là đồng CEO Joy Lee, Kakao Entertainment Page Company phụ trách bộ phận xuất bản web viễn tưởng và kinh doanh phát triển web của công ty. Nó được đặt tại Pangyo, Seongnam ở Gyeonggi-do.

### M Company
Đứng đầu là đồng CEO Stephan Kim - một trong những CEO ngành giải trí nổi tiếng nhất Hàn Quốc - Kakao Entertainment M Company phụ trách bộ phận kinh doanh giải trí và truyền thông đại chúng của công ty. Trụ sở chính của nó được đặt tại Teheran-ro, Gangnam-gu ở Seoul.

## Công ty con

### Page Company
- AdPage[a]
- Daon Creative
- KW Books
- RS Media
- Radish Media (tùy thuộc vào sự chấp thuận của chính phủ)
- Samyang C&C
- Soundist Entertainment
- Tapas Media (tùy thuộc vào sự chấp thuận của chính phủ)
- Yeondam

### M Company
- Antenna Music
- Awesome ENT
- Baram Pictures
- BH Entertainment
- Bluedot Entertainment
- EDAM Entertainment
- Flex M
- GRAYGO
- High Up Entertainment
- Maison de Baja
- J.Wide Company
- Kross Pictures
- Logos Film
- Management SOOP
- Mega Monster
- Moonlight Film
- Path Mobile (Indonesia)
- IST Entertainment
  - E&T Story Entertainment
- Ready Entertainment
- Sanai Pictures
- Starship Entertainment
  - Starship X
  - Highline Entertainment
  - King Kong by Starship
  - Show Note
- Story & Pictures Media
- VAST Entertainment & Media
- Cre.Ker Entertainment
- MTN Entertainment

## Tài sản

### Tòa nhà
- Jungsuck Building (Seoul) - trụ sở chính của Kakao Entertainment M Company
- Kakao Entertainment M Company cũng sở hữu một tòa nhà tại Samseong-dong ở Seoul, nơi trụ sở chính của Play M Entertainment, Flex M và Cre.ker Entertainment được đặt.

### Thuộc tính Internet
- 1theK
  - 1theK Originals
  - 1theK Style (sắp ra mắt)
- Daum Webtoon (sẽ được tái khởi động với tên Kakao Webtoon vào nửa cuối năm 2021)[8]
- KakaoPage
  - KakaoPage Indonesia (trước đây là Neobazar) (Indonesia)
- KakaoTV
- Muse (ứng dụng thử giọng trên điện thoại di động)
- Radish (Hoa Kỳ, mua lại tùy thuộc vào sự chấp thuận của chính phủ)
- Tapas (Hoa Kỳ, mua lại tùy thuộc vào sự chấp thuận của chính phủ)

## Địa điểm
- Kakao Entertainment Page Company: Twosun World Building 8/F, 221, Pangyoyeok-ro, Bundang-gu, Seongnam-si, Gyeonggi-do, Hàn Quốc[1]
- Kakao Entertainment M Company: Jungsuck Building, 17, Teheran-ro 103-gil, Gangnam-gu, Seoul, Hàn Quốc